# Pietro Catena

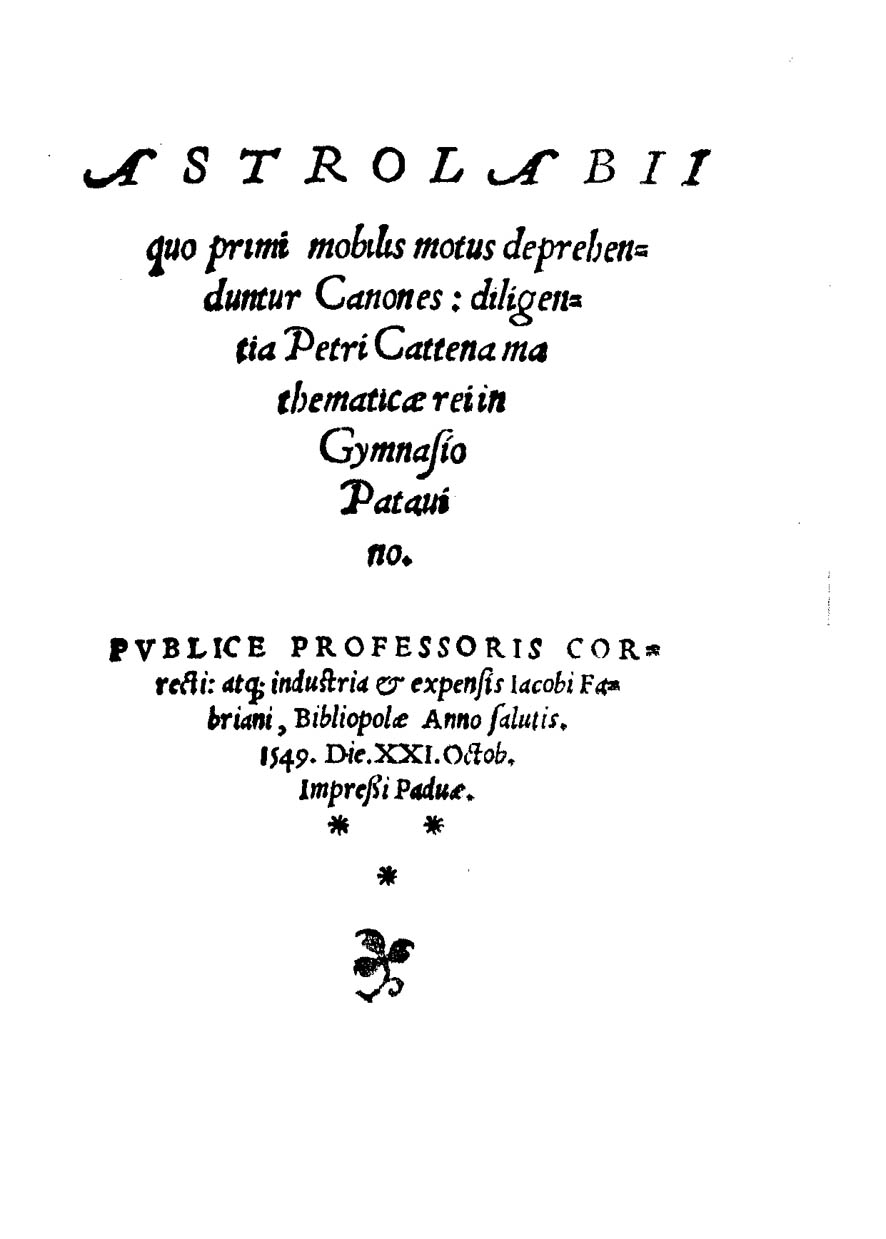
Astrolabii quo primi mobilis motus deprehenduntur canones, 1549

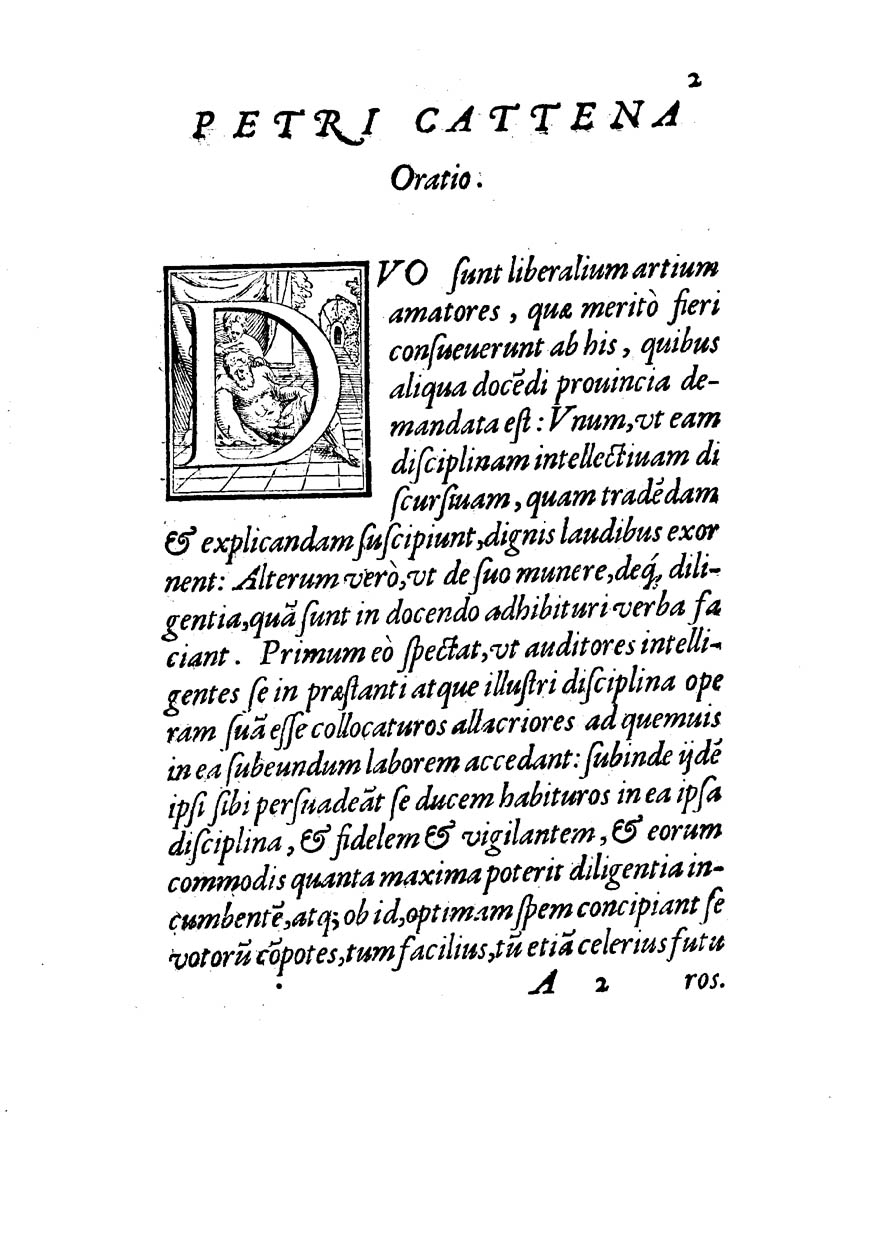
Oratio pro idea methodi, 1563

Pietro Catena (Venezia, 1501 – Padova, 1576) è stato un astronomo, filosofo, matematico, teologo e religioso italiano della Repubblica di Venezia. Fu un precursore della rivoluzione scientifica rinascimentale e indagò i rapporti tra matematica, logica e filosofia, occupando la stessa cattedra in seguito occupata da Galileo.

## Biografia
Sacerdote cattolico, oltre ad essere noto come teologo, filosofo e matematico, era considerato un eccellente conoscitore di greco e latino. Fu lettore pubblico di metafisica e docente di matematica al prestigioso Studio di Padova tra il 1548 e il 1576. Gli succedettero Giuseppe Moleti, poi Galileo Galilei.
Pubblicò a Venezia nel 1556 Universa loca in logica Aristotelis in mathematicas disciplinas, la raccolta dei brani delle opere aristoteliche che riconoscevano il prevalente carattere speculativo del sapere matematico, tema a cui dedicò anche un'altra opera.

## Opere
- (LA) Astrolabii quo primi mobilis motus deprehenduntur canones, Padova, Giacomo Fabriano, 1549.
- (LA) Sphaera, Padova, Grazioso Percacino, 1561.
- (LA) Oratio pro idea methodi, Padova, Grazioso Percacino, 1563.